# مارک بیرن
مارک بیرن (انگلیسی: Mark Byrne؛ زادهٔ ۹ نوامبر ۱۹۸۸) بازیکن فوتبال اهل جمهوری ایرلند است.
از باشگاه‌هایی که در آن بازی کرده‌است می‌توان به باشگاه فوتبال بارتون آلبیون، باشگاه فوتبال بارنت، باشگاه فوتبال ناتینگهام فارست، و باشگاه فوتبال نیوپورت کانتی اشاره کرد.